# Robert Earl Hughes
Robert Earl Hughes (Baylis, 4 giugno 1926 – Bremen, 10 luglio 1958) è stato un attore statunitense.
Detentore di due primati (quello di uomo più pesante in grado di camminare e quello di attore più pesante della storia), si trova al sesto posto nella lista delle persone più pesanti.

## Biografia
Robert Earl Hughes nacque a Baylis, Illinois, nel 1926. Alla età di sei anni, Robert pesava 92 chilogrammi (203 lb); a dodici, 148 chilogrammi (326 lb). La malattia che lo fece pesare in modo patologico fu un malfunzionamento della ghiandola pituitaria. L'addome misurava 3,15 metri (10,3 ft), l'altezza era di circa 1,90 metri (6,2 ft) e il peso stimato massimo raggiunto in 485 chilogrammi (1 069 lb).
Durante la vita, approfittando del suo peso, partecipò spesso a carnevali e fiere ed anche un'apparizione al Ed Sullivan show fu pianificata ma non avvenne mai poiché era impegnato. Il 10 luglio 1958, Hughes contrasse il morbillo, che lo portò verso una uremia, che causò il decesso a Bremen, Indiana . Aveva 32 anni.

## Sepoltura
Per lungo tempo corse la leggenda secondo la quale Hughes venne sepolto all'interno di una cassa di pianoforte ma in realtà fu solo un errore delle trascrizioni letterarie del Guinness Book of World Records, "He was buried in a coffin the size of a piano case." La lapide nota il peso confermato di 1 041 libbre (472 kg).